# باشگاه فوتبال او. اف. آی کرت
او. اف. آی کرت (یونانی: ΠΑΕ Όμιλος Φιλάθλων Ηρακλείου) که معمولاً با او. اف. آی شناخته می‌شود، یک باشگاه فوتبال حرفه‌ای یونانی است که در هراکلیون، در جزیره کرت واقع شده‌است. این تیم در سوپر لیگ یونان، برترین لیگ فوتبال یونان، رقابت می‌کند.
این باشگاه یک قهرمانی جام حذفی یونان (۱۹۸۶–۱۹۸۷) و یک جام بالکان را به‌دست آورده‌است و تاکنون آن‌ها هفت بار در جام یوفا شرکت کرده‌اند.

## تاریخچه
این باشگاه در پاییز ۱۹۲۵ توسط گروهی از ورزشکاران کرت که در یک سالن بدنسازی در هراکلیون ورزش می‌کردند، تأسیس شد. آنها یک باشگاه ورزشی جدید به نام Omilos Filathlon Irakleiou (مخفف OFI) به معنی "باشگاه ورزشی هراکلیون" ثبت کردند. حوزه فعالیت رسمی باشگاه شرکت در انواع رویدادها و نمایشگاه‌های ورزشی بود. در اولین سال های تاسیس OFI، موسسان باشگاه اکثریت اعضا را تشکیل می‌دادند.

## افتخارات
- سوپر لیگ فوتبال یونان

نایب قهرمان (۱): ۱۹۸۵-۱۹۸۶
- جام حذفی فوتبال یونان

قهرمان (۱): ۱۹۸۶–۱۹۸۷
نایب قهرمان (۱): ۱۹۸۹–۱۹۹۰
- جام پیش مدیترانه

نایب قهرمان (۱): ۱۹۹۰–۱۹۹۱
- سوپر جام فوتبال یونان

نایب قهرمان (۱): 1987
- لیگ فوتبال یونان (سطح دوم فوتبال یونان)

قهرمان (۳): ۱۹۶۵–۱۹۶۶، ۱۹۷۵–۱۹۷۶، ۲۰۱۸–۲۰۱۸
- گاما اتنیکی (سطح سوم فوتبال یونان)

قهرمان (۱): ۲۰۱۵–۲۰۱۶
- جام بالکان

قهرمان (۱): ۱۹۸۹